# Gabina Fárová
 (décembre 2009).
Si vous disposez d'ouvrages ou d'articles de référence ou si vous connaissez des sites web de qualité traitant du thème abordé ici, merci de compléter l'article en donnant les références utiles à sa vérifiabilité et en les liant à la section « Notes et références ».
Gabina Fárová (née Gabriela Fárová en 1963 à Prague) est une artiste photographe tchèque.

## Biographie
Gabina Fárová est la fille de Libor Fára, peintre et scénographe et d’Anna Fárová, historienne de la photographie.
De 1978 à 1982, elle étudie au lycée des arts et métiers, dans la section photographie.
Entre 1982 et 1983, elle est d'abord mannequin et modèle pour Jan Saudek, Tono Stano ou Helmut Newton. Parallèlement, elle pratique elle-même la photographie et exécute, de 1983 à 1985, des photo-reportages pour une agence de photographies couvrant les mariages, funérailles et promotions.
De 1986 à 1990, elle suit les cours de la Famu, l’Académie du cinéma et télévision de Prague, dans la section photographie.
Elle se fait véritablement connaître dans le monde de la photographie à travers un sujet fort, lorsque, revenant de Valtice, l'espace carcéral le plus dur du pays, elle présente des images des corps tatoués des détenus à perpétuité.
En 1989, elle est la cofondatrice, avec Tono Stano, de l’agence photographique Radost, dont elle devient la directrice, et elle est éditrice de la revue Post.
Gabina Fárová expérimente diverses techniques.
À propos de son cycle intitulé Kaléidoscope, elle déclare : « Mes Kaléidoscopes sont des mandalas parce qu'ils ont pour centre les gens et sont destinés aux gens et ainsi ils ont chacun leur couleur. »
La série ayant pour titre Manœuvres voit le jour directement sous la forme d'un livre, édité en 2008 chez Torst, avec un texte de l'écrivain Jachym Topol.
Portraitiste et photographe de nu, ses travaux ont été exposés un peu partout dans le monde.

## Expositions

### Expositions personnelles
- 1985 : 7xK mode, Rakovnik, République tchèque
- 1988 : Kutna Hora, Caslav, République tchèque
- 1989 : Prager Trio, (Tono Stano, Vasil Stanko, Gabina) Berlin
- 1989 : Doteky mody, Roztoky u Prahy, République tchèque
- 1991 : Galerie Praha, Bratislava, Slovaquie
- 1991 : Galerie Behémot, Prague, République tchèque
- 1992 : Praha, Rock Café, Prague, République tchèque
- 1992 : Bratrstvo, Gabina, Ivan Pinkava, Galerie Wuk, Vienne, Autriche
- 1993 : Tridy, G 4, Cheb, République tchèque
- 1994 : Faust, galerie Luka, Prague, République tchèque
- 1994 : More a tridy, Institut Français de Prague, République tchèque
- 1994 : Image from Prague, Birmingham Museums & Art Gallery, Royaume-Uni
- 1995 : Fenêtre sur Prague, Galerie le Prisme, Elancour, France
- 1995 : Bily orel, Prague, République tchèque
- 1995 : Tatoués, Galerie Artcades, Nice, France
- 1995 : Classes, Musée de la photographie, Mougins, France
- 1996 : Gabina, Galerie Ambrosiana, Brno, République tchèque
- 1996 : Tatoués, Salon des Expositions, Montréal, Canada
- 1997 : Gabinetky, Karlovy Vary, République tchèque
- 1998 : Retro Gabina, Galerie Dobra, Prague, République tchèque
- 1998 : Retro Gabina, Ceska lipa, République tchèque
- 1998 : Gabinetky, U tri lilii, Frantiskovy lazne, République tchèque
- 1998 : Gabina, Galerie mody, Lucerna Praha, République tchèque
- 2000 : Vlásky Fotomax, Prague, République tchèque
- 2000 : Isabela Farova & Gabina Farova, Gambit Prague, République tchèque
- 2001 : Gabinetky, Atelier Josefa Sudka, Prague, République tchèque
- 2001 : Gabinetky, Galerie Fons, Pardubice, République tchèque
- 2003 : Kaleidoskop, galerie Mladá Fronta, Prague, République tchèque
- 2003 : Gabina Gabinetky, Galerie Fiducia, Ostrava, République tchèque
- 2005 : Kaleidoskop, Galerie Fons, Pardubice, République tchèque
- 2006 : Gabina Fárová, fotografie, Galerie Chagall, Ostrava, République tchèque
- 2008 : Chvilka poezie, Galerie fotografie Louvre, Prague, République tchèque
- 2008 : Remix, Galerie Bazilika, České Budějovice République tchèque
- 2011 : Gabina Fárová, Photographie, Galerie L'ART2C, Vence, France

### Expositions collectives
- 1983 : Fotochema, Prague, République tchèque
- 1987 : Centre Malraux, Nancy, France
- 1989 : 37 fotografu na Chmelnici, Prague, République tchèque
- 1989 : Musée de l’Élysée, Lausanne, Suisse
- 1989 : Musée de Lectoure, France
- 1989 : Centre culturel d’Agen, France
- 1990 : Vision de l’homme, Toulouse, France
- 1990 : Cesky k postmoderné, UPM, Prague, République tchèque
- 1990 : Beurs van Berlage, Amsterdam, Pays-Bas
- 1990 : Ceska symbolika, Prague, République tchèque
- 1991 : Troisième Nuit culturelle, Nancy, France
- 1991 : Beurs van Berlage, Amsterdam, Pays-Bas
- 1991 : Dum polské kultury, Prague, République tchèque
- 1991 : Variace na téma devastace, Prague, République tchèque
- 1991 : Regard sur Prague, Grenoble, France
- 1992 : Tatoo collection, Air de Paris, Urbi et Orbi, Paris, France
- 1992 : Fotografie, Famu, Brno, République tchèque
- 1992 : Whats’s New, Prague, Art Institute of Chicago, États-Unis
- 1992 : Première Photo, Galerie du Jour – Agnès B. Paris, France
- 1992 : Hôtel particulier, Banque N-S-M Paris, France
- 1993 : Akt, Prague, République tchèque
- 1995 : Nox, Galerie G4, Cheb, République tchèque
- 1995 : Nox, Landau, Allemagne
- 1995 : Desire, Nordic Art centre Helsinki, Finlande
- 1996 : Soudoba fotografie Nox 1996, Galerie nationale à Prague, République tchèque
- 1996 : Desire, Louisiana, Danemark
- 1996 : Desire, Bergen; Billedgalleri, Suède
- 1996 : Desire, Listasafn, Islande
- 1997 : Nox, Pribram, République tchèque
- 1998 : Osobnosti současné fotografie v Čechách Museum umění Benešov u Prahy
- 2000 : Reklama 90-99, NTM Praha
- 2000 : Photobis 2000, Espace Saint-Martin, Paris, France
- 2000 : Akt v České fotografii Císařská konírna Pražského Hradu
- 2000 : Prague patrimoine culturel, Chapelle Institut culturel italien, Prague
- 2000 : Slavonice 1990-2000, Galerie Slavonice, République tchèque
- 2004 : Maximální fotografie Pražský Hrad
- 2004 : 8 Autorek Státní, château de Bítov
- 2005 : Česká fotografie 20.století UPM, Dům u kamenného zvonu, Městská knihovna, Prague
- 2007 : Světlo a stín, Galerie moderního umění, Roudnice nad Labem, République tchèque
- 2008 : Prague Foto, Mánes, Prague
- 2009 : Česká fotografie 20.století, Kunst- und Ausstellungshalle der Bundesrepublik Deutschland, Bonn
- 2009 : Prague Foto, Mánes, Prague
- 2010 : Prague Photo Festival, Prague
- 2011 : Prague Photo Festival, Prague[3]
- 2012 : Prague Photo Festival, Prague
- 2013 : Prague Photo Festival, Prague
- 2014 : Prague Photo Festival, Prague
- 2015 : Prague Photo Festival, Prague
- 2016 : Prague Photo Festival, Prague
- 2019 : Prague Photo Festival, Prague
- 2020 : Prague Helmut Newton in Dialogue, Museum Kampa, Prague